# Гесперідій
Гесперідій  — плід, зокрема видозмінена ягода цитрусових ( апельсини, мандарини, лимони ). На розрізі та поверхні можна розрізнити кольорове флаведо, що містить ефірні олії, пігменти і багато вітаміну С. За забарвлення відповідають пігменти. Тому апельсини помаранчеві, а лимони жовті. За аромат відповідають ефірні олії. Під флаведо іноді тонкий, іноді товстіший шар білого альбедо . Далі йдуть окремі частини, наповнені м’якушевими мішками, наповненими солодким соком. Ці внутрішні частини прикріплені посередині до насіннєвого стовпа, який виглядає як альбедо. Іноді у стиглих цитрусових цей стовпчик насіння вже повністю розпався. По всьому колу насіннєвого стовпа ми іноді також зустрічаємо білі волокна, які є судинними пучками .

## Схожі статті
- Помаранчевий
- Мандарин
- Лимон
- грейпфрут
- Цитрусові